# Lapua
Lapua (Lappo en suédois) est une ville de l'ouest de la Finlande, dans la région d'Ostrobotnie du Sud. On y trouve une des 9 cathédrales de Finlande, construite par Engel en 1827.
Son sol riche a permis la survie d'une importante population d'agriculteurs jusqu'à aujourd'hui, et de ce fait l'exode rural a été largement contenu (la ville voit même sa population croître depuis 2002).
C'est la ville de naissance d'Anneli Jäätteenmäki, éphémère première femme premier ministre du pays (2003), et politiquement un des principaux bastions du parti agrarien.

## Géographie
La ville se situe au cœur de l'Ostrobotnie du Sud, dans sa partie la plus plane. Le relief est presque imperceptible, mais l'altitude s'élève légèrement dans la partie orientale de la municipalité.
La commune est traversée par la Lapuanjoki, dont la vallée est une des plus importantes zones agricoles du pays.
Le centre-ville se situe à 25 km de Seinäjoki, la capitale régionale. La commune marque l'intersection de la nationale 16 (axe est-ouest Vaasa-Kyyjärvi) et de la nationale 19 (axe nord-sud Jalasjärvi-Nykarleby)
Lapua est bordée par Kauhava au nord, Lappajärvi et Alajärvi à l'est, Kuortane au sud-est, Seinäjoki au sud et à l'ouest.

## Démographie
Depuis 1980, l'évolution démographique de Lapua est la suivante, :
| Année      | 1980   | 1985   | 1990   | 1995   | 2000   | 2005   |
| ---------- | ------ | ------ | ------ | ------ | ------ | ------ |
| population | 14 567 | 14 644 | 14 579 | 14 488 | 14 055 | 14 081 |

| Année      | 2010   | 2017   | 2020   |
| ---------- | ------ | ------ | ------ |
| population | 14 428 | 14 574 | 14 331 |

## Histoire
La ville a une histoire chargée.
Tout d'abord, elle fut le cadre d'une des plus importantes batailles (fi) de la Guerre de Finlande, le 14 juillet 1808, marquée par une importante victoire défensive suédoise.
Mais pour la plupart des finlandais, Lapua évoque avant tout le Mouvement de Lapua, mouvement politique paysan devenu profasciste. Il fut fondé en 1929, dirigé notamment par Vihtori Kosola, un enfant du pays. Interdit en 1932 après avoir tenté un coup d'État, il a donné naissance à l'IKL, mouvement très violemment anticommuniste.
Outre l'agriculture, Lapua compte une importante usine de munitions, fondée en 1927.
Elle est la plus importante usine d'armement du pays pendant la Guerre d'Hiver et la Guerre de Continuation, fournissant l'armée finlandaise.
Le 13 avril 1976, une explosion y fait 40 morts, la plus importante catastrophe industrielle de l'histoire moderne de la Finlande.
L'usine a été déplacée à 5 km du centre-ville et continue aujourd'hui sa production pour le compte du groupe Nammo.

## Politique et administration

### Élections municipales
Votes exprimés aux dernières élections municipales de 2017:
| Année | KESK  | KESK | KOK   | KOK  | PS   | PS   | KD   | KD  | SDP  | SDP | VAS  | VAS | VIHR | VIHR |
| Année | Voix  | %    | Voix  | %    | Voix | %    | Voix | %   | Voix | %   | Voix | %   | Voix | %    |
| 2017  | 2 767 | 37,1 | 2 256 | 30,3 | 771  | 10,4 | 720  | 9,7 | 572  | 7,7 | 291  | 3,9 | 72   | 1,0  |

## Lieux et monuments
- Cathédrale de Lapua
- Lapuanjoki
- Kosolan talo
- Patruuna arena
- Ränkimäen talomuseo
- Lapuanliikkeen museo
- Lapuan Patruunatehtaan museo

## Jumelages
| Ville | Ville          | Pays | Pays       | Période     |
| ----- | -------------- | ---- | ---------- | ----------- |
|       | Hagfors        |      | Suède      |             |
|       | Hohenlockstedt |      | Allemagne  |             |
|       | Kiskőrös       |      | Hongrie    |             |
|       | Lantana        |      | États-Unis |             |
|       | Rakvere,       |      | Estonie    | depuis 1990 |

## Personnalités liées à la ville
| - Vilho Annala, professeur, homme politique - Johannes Gabriel Granö, géographe - Harri Haatainen, lanceur de javelot - Matti Halmesmäki, directeur - Eetu Holma, joueur de hockey - Mikko Huhtala, lutteur - Kaisa Ikola, écrivain - Jouni Ilomäki, lutteur, - Anneli Jäätteenmäki, premier ministre - Orvokki Kangas, député | - Liisa Keltikangas-Järvinen, professeur - Tapio Korjus, lanceur de javelot, - Harri Koskela, lutteuse, - Lauri Koskela, lutteuse, - Niilo Kosola, député - Vihtori Kosola, mouvement de Lapua - Juha Lagström, musicien, acteur - Jalo Lahdensuo, gouverneur - Yrjö Länsipuro, diplomate | - Niilo Kustaa Malmberg, pasteur - Wilhelmi Malmivaara, pasteur - Teemu Mäki, artiste - Juha Mäntylä, écrivain - Esko Nikkari, acteur - Tuula Knee, Miss Finlande - Antti L. J. Pääkkönen, metteur en scène - Kai Pöntinen, entrepreneur, - Hilja Riipinen, député | - Heikki Salo, musicien - Jyrki Saranpää, footballeur - Ilari Seppälä, basketteur - Laura Sippola, musicienne - Miira Sippola, directrice de théâtre - Gustav Tiitu, député, ministre, - Ernsti Turja, député - Yrjö Viitasaari, général - Niilo Yli-Vainio, prédicateur |

## Galerie

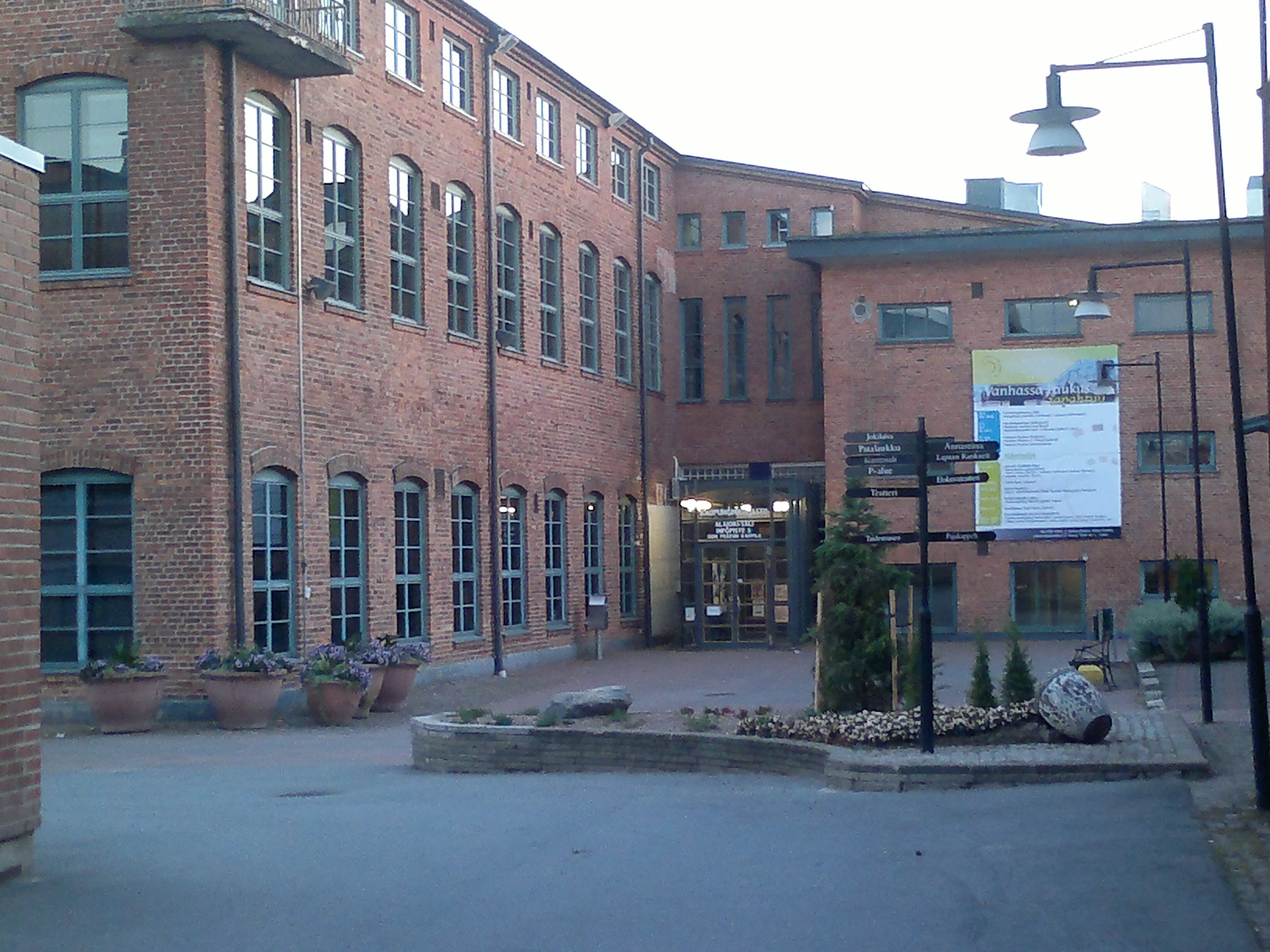
Centre culturel.
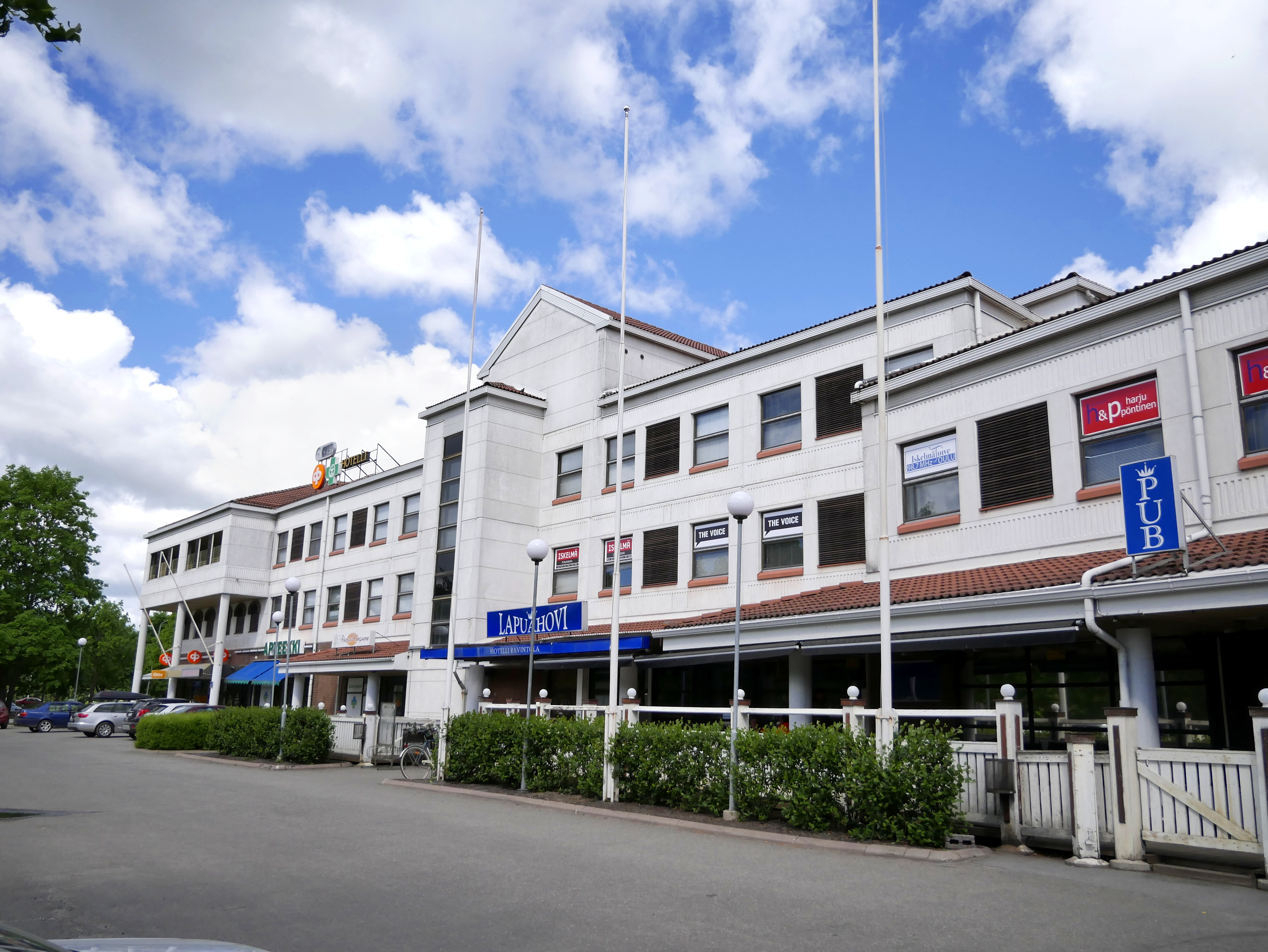
Lapuahovi.
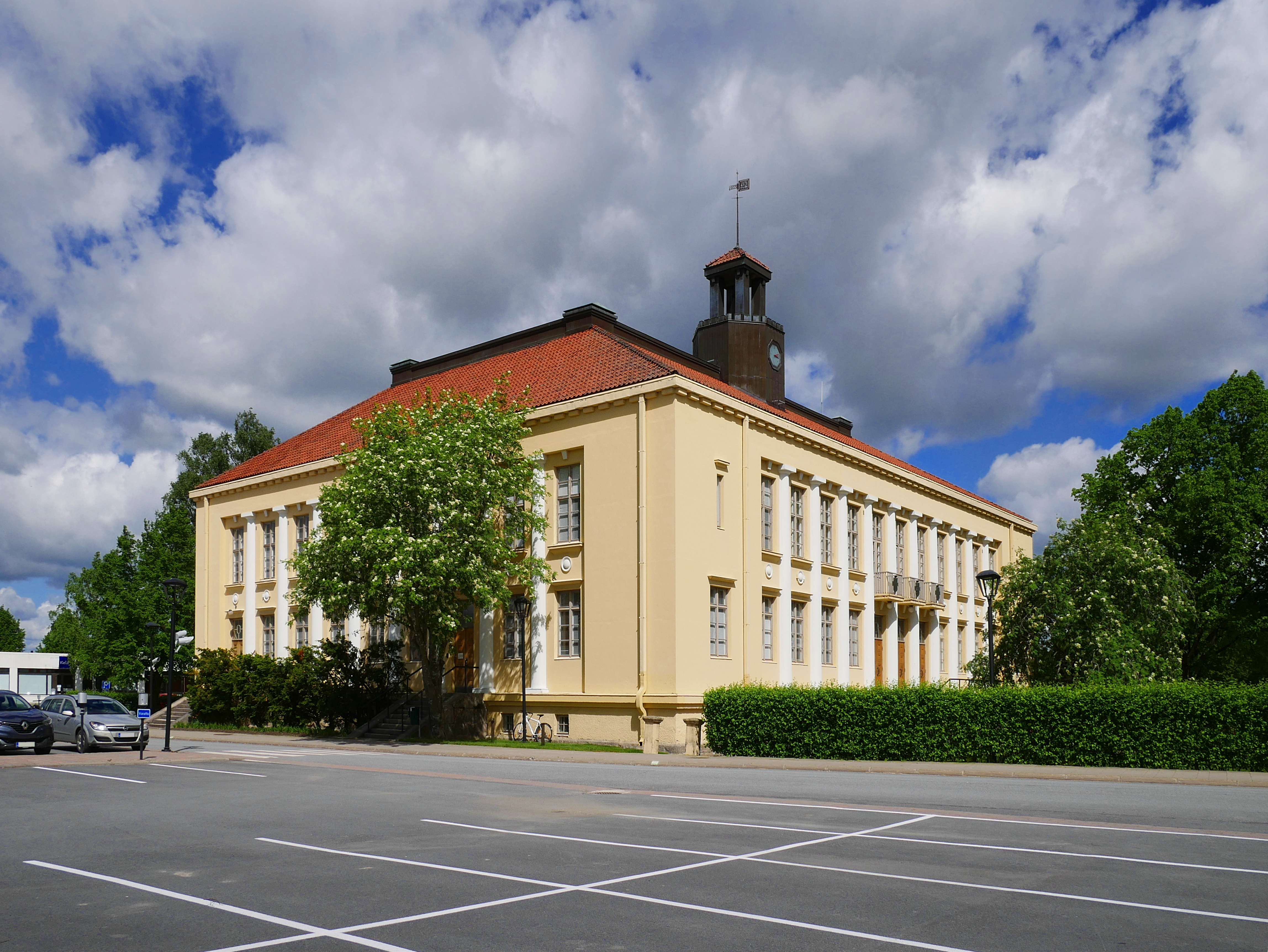
Mairie.
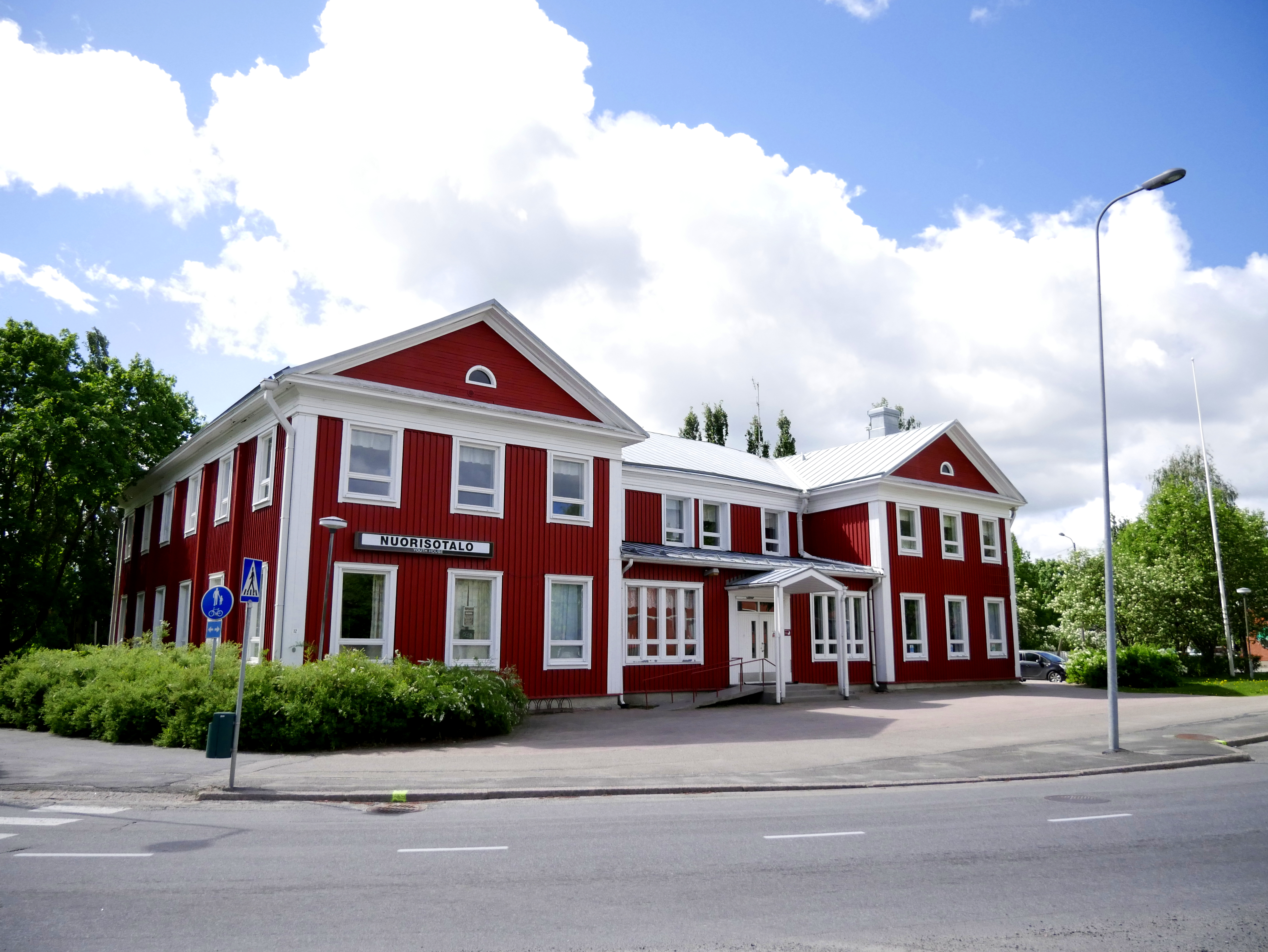
Maison des jeunes.
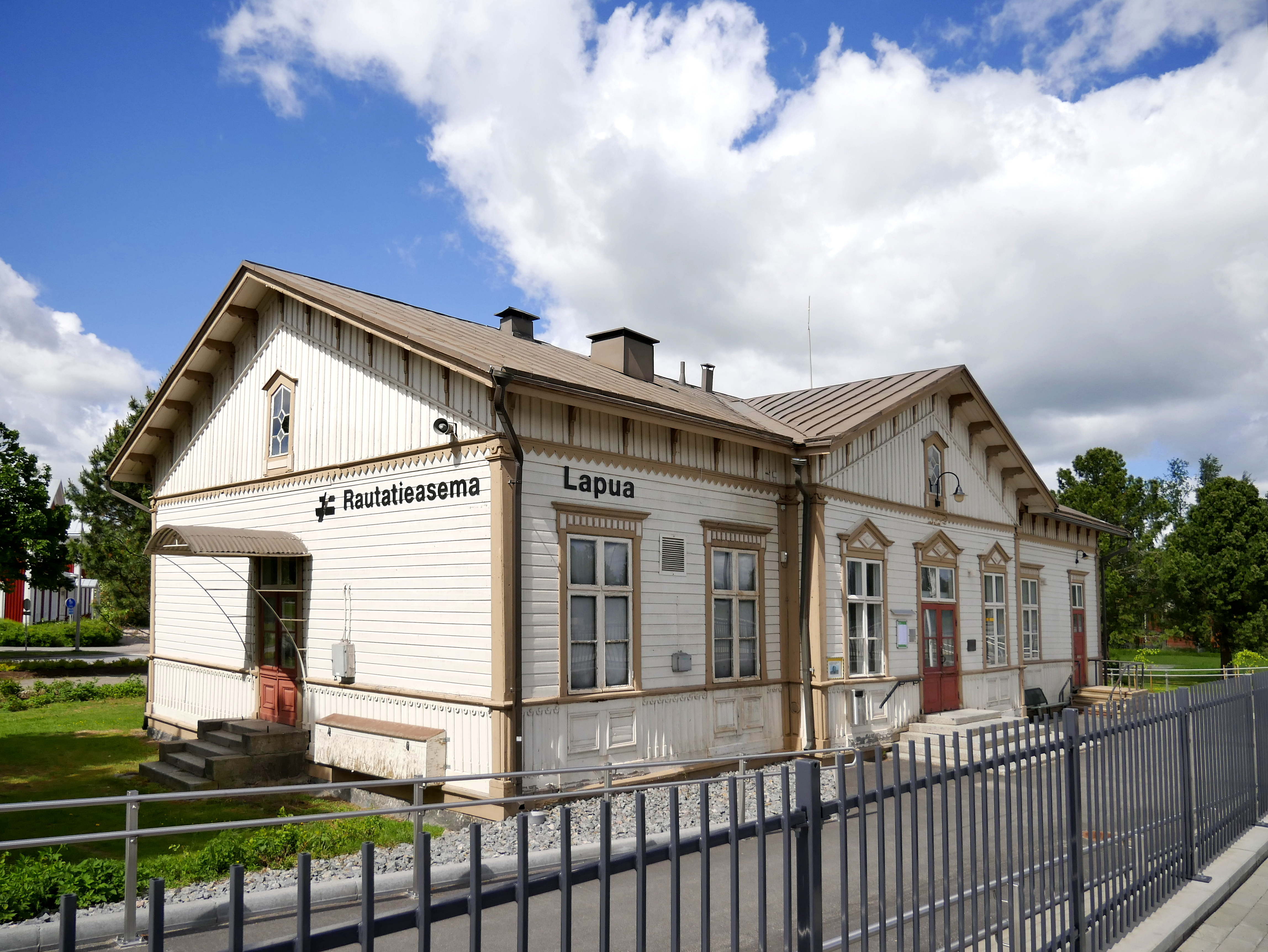
Gare de Lapua
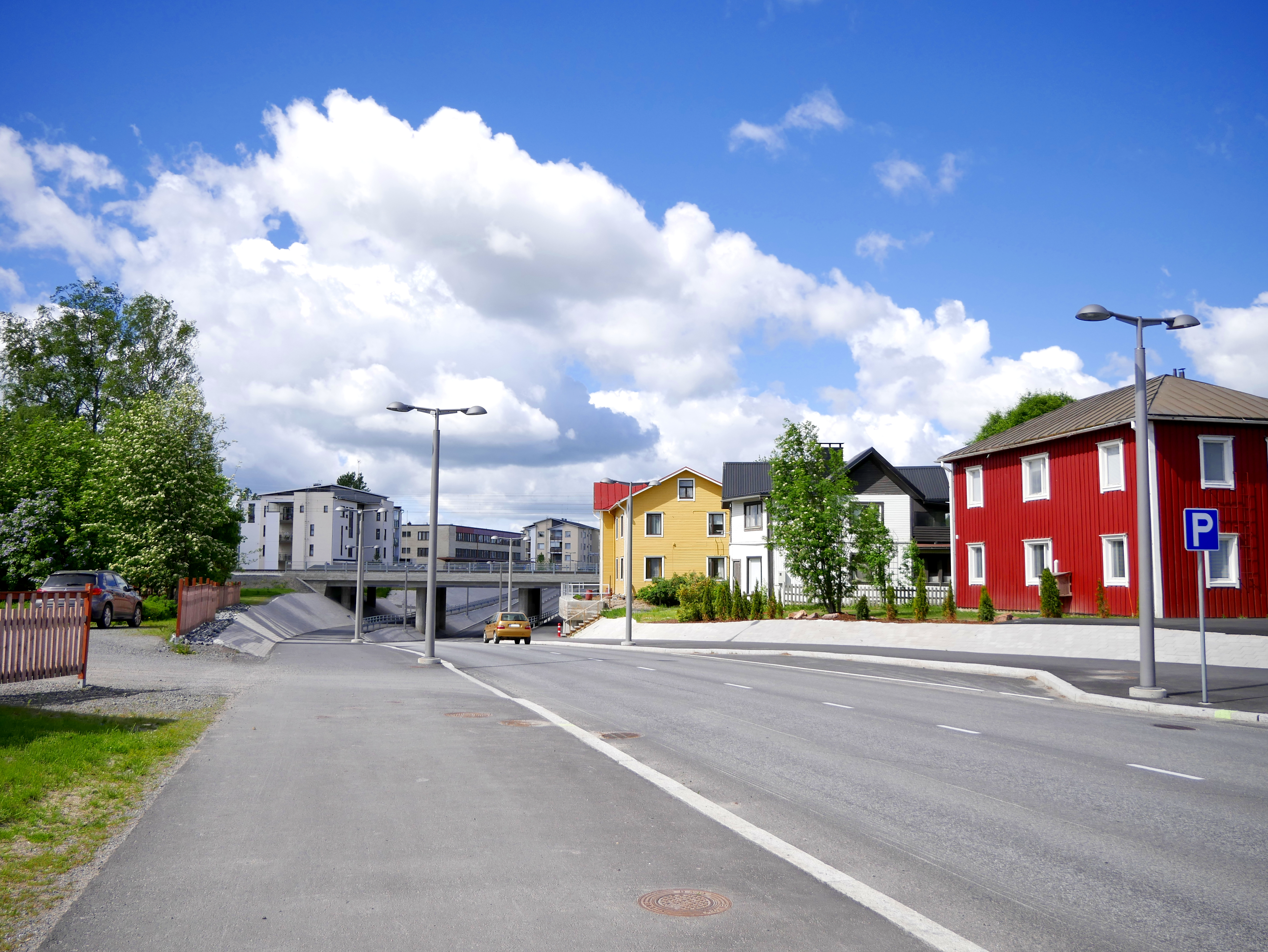
Rue Kauppakatu.
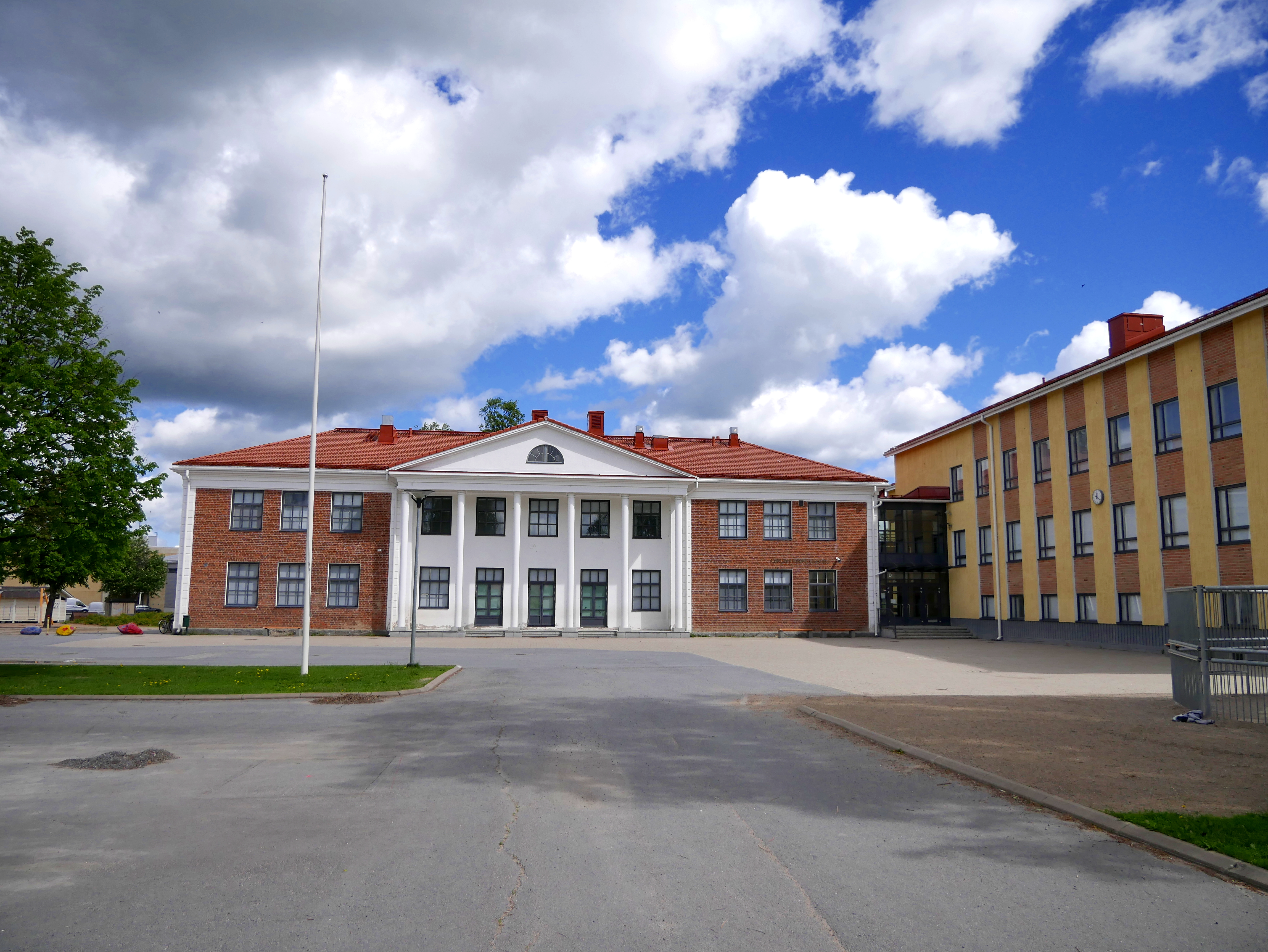
École du centre.
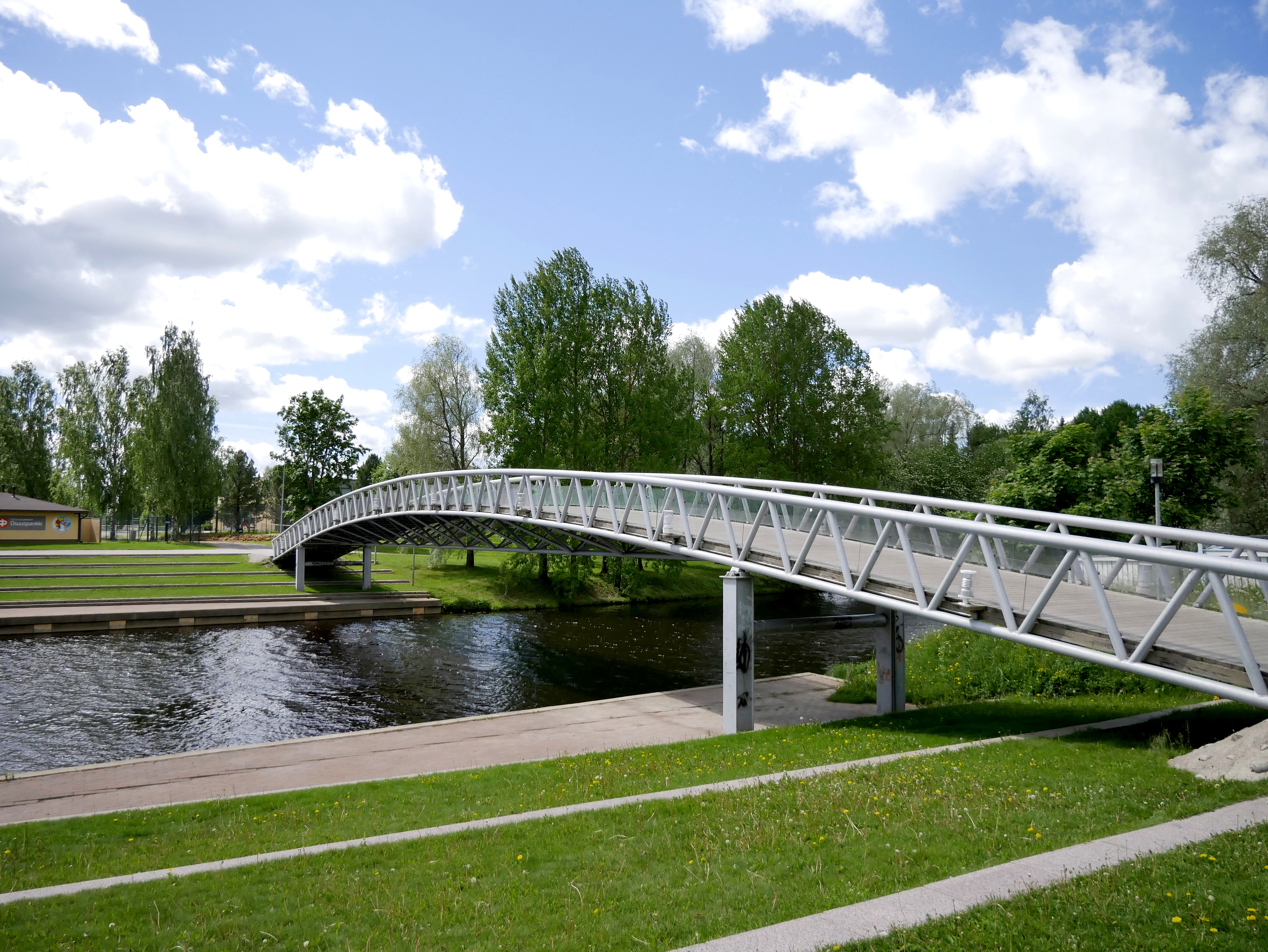
Pont piétonnier.